# ロニー・リオス
ロニー・リオス（Ronny Rios、1990年1月22日 - ）は、アメリカ合衆国のプロボクサー。カリフォルニア州サンタアナ出身。元WBA世界スーパーバンタム級ゴールド王者。

## 来歴

### アマチュア時代
2007年、ナショナル・ゴールデン・グローブにバンタム級（54kg）で出場し、優勝した。

### プロ時代

#### スーパーバンタム級
2008年10月24日、プロデビュー戦を行い、1回1分28秒TKO勝ち。
2013年1月11日、カリフォルニア州インディオのファンタジー・スプリングスカジノで元WBA世界スーパーバンタム級王者リコ・ラモスとNABFフェザー級王座決定戦を行い、10回3-0の判定勝ちを収め王座獲得に成功した。
2015年11月21日、ネバダ州ラスベガスのミケロブ・ウルトラ・アリーナでジェイソン・ベレスとWBC世界フェザー級シルバー王座決定戦を行い、10回3-0の判定勝ちを収め王座獲得に成功した。
2017年8月26日、カリフォルニア州カーソンのスタブハブ・センター・テニスコートでWBC世界スーパーバンタム王者レイ・バルガスに挑戦し、12回0-3（110-118×2、113-115）の判定負けを喫し王座獲得に失敗した。
2019年7月13日、カリフォルニア州カーソンのディグニティ・ヘルス・スポーツ・パークでオスカー・デ・ラ・ホーヤの従兄弟のNABFスーパーバンタム級王者ディエゴ・デ・ラ・ホーヤとWBA世界スーパーバンタム級ゴールド王座決定戦を行い、6回1分17秒KO勝ちを収め両王座獲得に成功した。
2022年6月25日、テキサス州サンアントニオのテックポート・アリーナでWBAスーパー・IBF世界スーパーバンタム級統一王者ムロジョン・アフマダリエフに挑戦し、12回2分6秒TKO負けを喫し王座獲得に失敗した。

#### フェザー級
2024年10月5日、リヴァプールのリヴァプール・アリーナでWBA世界フェザー級王者ニック・ボールに挑戦し、10回2分6秒TKO負けを喫し王座獲得に失敗した。

## 戦績
- プロボクシング：39戦 34勝 (17KO) 5敗

## 獲得タイトル
- NABF北米フェザー級王座
- WBC世界フェザー級シルバー王座
- NABF北米スーパーバンタム級王座
- WBA世界スーパーバンタム級ゴールド王座